# Aaron Oknitzer
Aaron Oknitzer (în idiș la propriu: din Ocnița; născut Roitman; în idiș אהרון אָקניצער, în rusă Арн Окницер, transliterat: Arn Oknițer; n. 1899, Ocnița, raionul Ocnița, Republica Moldova – d. 1960, Cernăuți, RSS Ucraineană, URSS) a fost un scriitor evreu basarabean. A scris în preponderent în idiș.

## Biografie
S-a născut în târgul Ocnița (acum oraș și centru raional din Republica Moldova) din ținutul Soroca, gubernia Basarabia a Imperiului Rus, în familia unui măcelar. A primit o educație evreiască tradițională. A devenit un tolstoiean convins și vegetarian. O vreme a locuit în Brazilia (unde a început să publice articole critice literare), apoi în Italia, unde a lucrat pe șantiere de construcții, și a învățat limba italiană, ulterior angajându-se în traducerea Divinei Comedii a lui Dante în ebraică. La întoarcerea din Italia, s-a stabilit la București, unde în anii 1930 a colaborat cu scriitorul Șloime Bikl, totodată, a fost și un membru al asociației literare a tinerilor scriitori basarabeni (alături de Țvi Țelman, Srul Bronștein, Ihil Șraibman, Zișe Bagiș, Azriel Roitman și alții). A fost cunoscut ca un stilist strălucit, imprimând proză ilustrată și filigranată în periodicele evreiești din București.
În 1937, a fost publicată prima sa carte de proză – Evangelische Motivn („Motive evanghelice”). În același an, a fost trimis în judecată pentru „subminarea bazelor statului și a propagandei comuniste”. De fapt, chiar faptul de publicare a unei cărți cu o temă din Noul Testament în ebraică i s-a imputat ca fiind un sacrilegiu. La ședințele judecătorești ale tribunalului militar au participat reprezentanți ai comunității literare evreiești din oraș, în frunte cu prozatorul Moishe Altman și scriitorul Ury Benador. Acesta din urmă a tradus cartea în limba română și a trimis traducerea faimosului preot ortodox român, teolog și scriitor Gala Galaction, un traducător al Bibliei în limba română modernă. Galaction a apărut personal în sala de judecată și a susținut un discurs de o oră în apărarea inculpatului, lăudând meritele literare ale cărții și îndemnând juriul să-l elibereze pe inculpat. Oknitzer a fost achitat în aceeași zi. Cu toate acestea, accesul la presă i-a fost interrzis și a trebuit să se întoarcă la Ocnița. A murit la Cernăuți (potrivit unor surse, la mijlocul anilor 1960). Majoritatea manuscriselor scriitorului s-au pierdut în timpul celui de-al doilea război mondial.

## Lucrări
- А. Okznitzer. עװאַנגעלישע מאָטיװן („Motive evanghelice”), М. Vincevski: București, 1937.
- יחיאל שרײַבמאַן , זיבן יאָר מיט זיבן חדשים (Ihil Șraibman — „Șapte ani cu șapte luni”, roman), rusă și ebraică, Ruxandra: Chișinău, 2003.